# Rijnhal
De Rijnhal was een accommodatie voor beurzen, (sport)evenementen, concerten, congressen en vergaderingen in Arnhem. Het was gelegen nabij Winkelcentrum Kronenburg en stadion GelreDome.

## Historie
De Rijnhal is in 1971 naar een ontwerp van architect Chr. J.G. van Gestel gebouwd. De hal had een capaciteit van 5.000 plaatsen. Tot in de jaren zeventig werd de hal voornamelijk gebruikt als sportcentrum en was het decor van spring- (paardensport), zaalvoetbal, tennis en vechtsporten. In 1995 wint Nederland het EK volleybal voor vrouwen wat plaatsvond in de Rijnhal.
Al snel kwam de nadruk te liggen op het gebruik als evenementenhal. Vervolgens werd de hal meer en meer gebruikt voor concerten en evenementen. Zo speelde in 1978 de Engelse rockgroep Genesis in de Rijnhal, als onderdeel van haar "...and then there were three..." tour. AC/DC, Doe Maar, Aerosmith, Dire Straits, Everly Brothers, Joe Jackson, Fats Domino, Frans Bauer, Genesis,  Golden Earring,  Jerry Lee Lewis, Peter Gabriel, Normaal, Bon Jovi, Anouk, James Last, Jan Smit, Julio Iglesias, BLØF, Extreme, Lenny Kravitz, Phil Collins, Sting, Gloria Estefan, Status Quo, Mark Knopfler, Scorpions, Iron Maiden,  B.B. King, Joe Jackson, Black Sabbath, Ozzy Osbourne, Nick & Simon, David Copperfield, BZN, Simply Red, Santana, Los Angeles, The Voices, Gigi D'Agostino en vele andere artiesten hebben opgetreden in de Rijnhal. Ook Mega Piraten Festijn-concerten werden in de Rijnhal gegeven.
Daarnaast vond een aantal jaarlijks terugkerende evenementen plaats, zoals Het Club van Sinterklaas Feest, Ome Joop's Tour, Jeugdland, kerstcircus Belly Wien, vlooien- en kerstmarkten, beurzen en bedrijvencontactdagen. Op 2 oktober 2010 vond het CDA-kabinetsformatiecongres plaats in de Rijnhal. In aantal aanwezigen was het congres de grootste politieke partijbijeenkomst die na de oorlog in Nederland gehouden is.
In 1998 werd stadion GelreDome direct naast de Rijnhal geopend. Met zijn 8000 m² vloeroppervlak werd het evenementencomplex te klein voor grootschalige popconcerten, die dan ook meestal in het nabijgelegen GelreDome plaatsvinden. Gaandeweg werd er steeds minder grote concerten georganiseerd in het evenementencomplex. De Stichting Rijnhal ging eind 2011 failliet. Daarna werden nog wel enkele rommelmarkten gehouden. Op 1 juni 2015 ging de hal definitief dicht. Vervolgens werd er een nieuwe bestemming voor de hal gezocht. De Franse sportwinkelketen Decathlon heeft zich vervolgens als koper van het pand gemeld. De Rijnhal werd zowel van binnen als van buiten grondig gemoderniseerd. Het oorspronkelijke karakter van de Rijnhal bleef bewaard. In juni 2016 opende Decathlon zijn deuren. De blauwe letters van de Rijnhal, die eerder aan de buitengevel hingen, keerden terug in het interieur van de sportwinkel. Begin 2018 opende Mountain Network, in een leegstaand gedeelte van de Rijnhal, het grootste bouldercentrum van Nederland.
Het terrein voor de Rijnhal doet nog wel dienst als plaats voor kermissen, circussen, evenementen en als vaste opstapplaats voor vakantiebussen van diverse reisorganisaties. Het Belgische Euroscoop had plannen om het terrein van de gemeente Arnhem te kopen voor de bouw van een megabioscoop.